# Sua Pan
Sua Pan o Sowa Pan è una grande salina che fa parte del complesso di Makgadikgadi Pan, nel Botswana nord-orientale. Sulle sue rive sorge il centro abitato di Sowa Town, il cui nome significa sale nella lingua dei San.
Dopo Nwetwe Pan, è la più grande del complesso di saline che rappresenta ciò che resta dell'antico Lago Makgadikgadi, essiccatosi oltre 10.000 anni fa. Attualmente Sua Pan è un lago stagionale, che durante la stagione secca si presenta come una arida distesa di sale mentre con l'arrivo delle piogge si trasforma in una vasta zona umida. I principali fiumi tributari sono il Mosetse e il Nata. 
Il primo europeo a esplorare Sua Pan fu David Livingstone, nel corso della sua spedizione nell'entroterra africano effettuata tra il 1852 e il 1856.

## Clima
Dal punto di vista climatico l'area è caratterizzata dall'alternarsi di una stagione secca, che va da aprile ad ottobre, e di una stagione delle piogge, che usualmente inizia a novembre e termina a marzo.
| Dati meteo di Sua Pan | Mesi | Mesi | Mesi | Mesi | Mesi | Mesi | Mesi | Mesi | Mesi | Mesi | Mesi | Mesi | Stagioni | Stagioni | Stagioni | Stagioni | Anno |
| Dati meteo di Sua Pan | Gen  | Feb  | Mar  | Apr  | Mag  | Giu  | Lug  | Ago  | Set  | Ott  | Nov  | Dic  | Est      | Aut      | Inv      | Pri      | Anno |
| --------------------- | ---- | ---- | ---- | ---- | ---- | ---- | ---- | ---- | ---- | ---- | ---- | ---- | -------- | -------- | -------- | -------- | ---- |
| T. max. media (°C)    | 39   | 35   | 31   | 33   | 29   | 25   | 25   | 28   | 35   | 42   | 43   | 36   | 36,7     | 31       | 26       | 40       | 33,4 |
| T. min. media (°C)    | 25   | 25   | 25   | 22   | 17   | 14   | 12   | 15   | 17   | 20   | 22   | 23   | 24,3     | 21,3     | 13,7     | 19,7     | 19,8 |
| Precipitazioni (mm)   | 137  | 82   | 72   | 18   | 2    | 2    | 2    | 1    | 2    | 20   | 46   | 124  | 343      | 92       | 5        | 68       | 508  |

## Attività antropiche

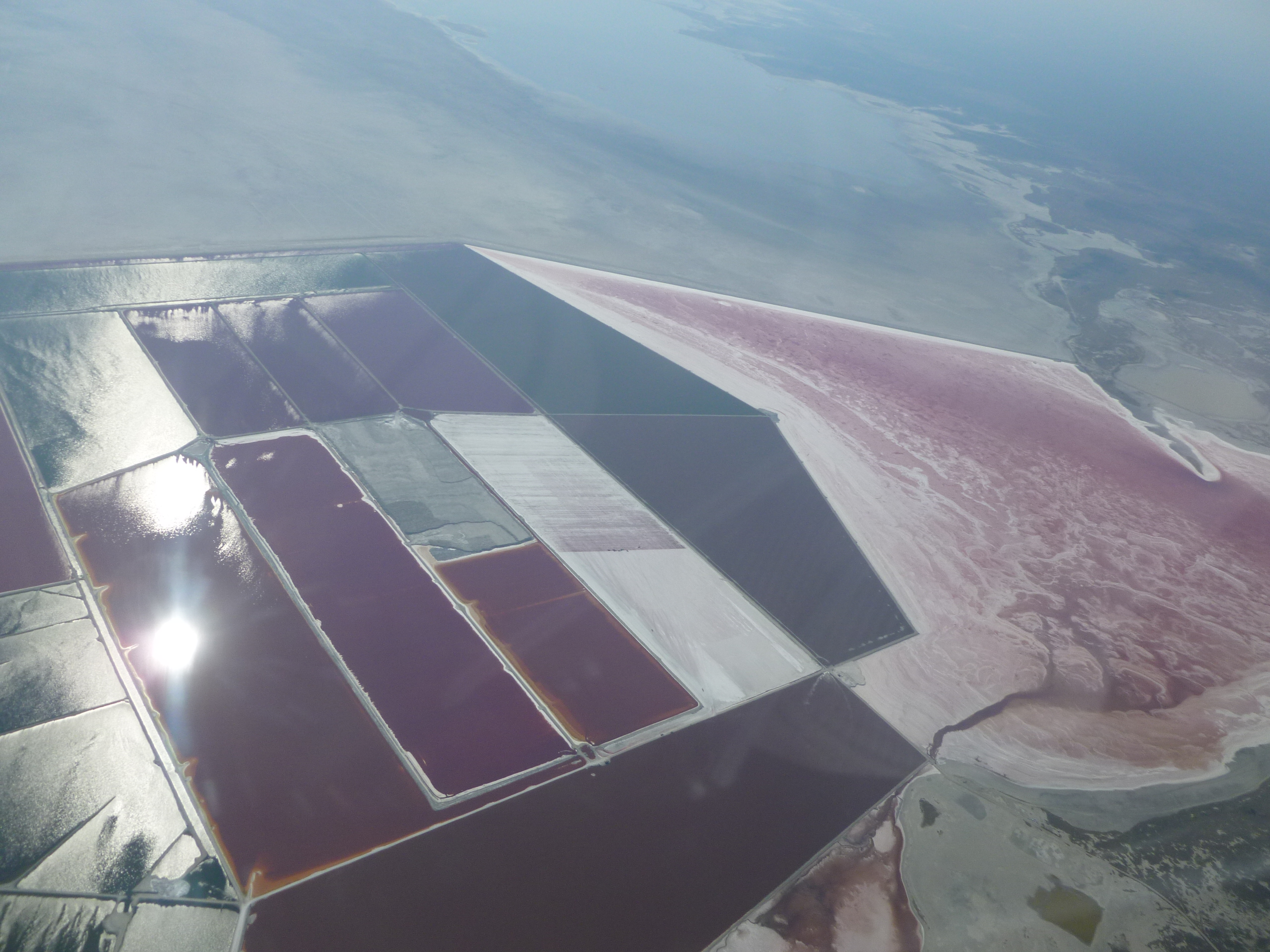
Impianto di estrazione di soda.

Nei pressi di Sowa Town sorge un impianto di estrazione di carbonato di sodio gestito dalla Botswana Ash, una compagnia a partecipazione statale.

## Fauna
Nella stagione umida Sua Pan attira migliaia di uccelli acquatici e limicoli, molti dei quali nidificano nell'area.  La presenza più significativa è quella del fenicottero maggiore (Phoenicopterus roseus) e del fenicottero minore (Phoeniconaias minor), che arrivano in stormi di migliaia di esemplari per nidificare nell'area, considerata uno dei più importanti siti di nidificazione di queste due specie nell'Africa australe.
L'area è popolata anche da mandrie numerose di antilopi, gnu e zebre, che con l'arrivo della stagione secca si spostano a ovest verso il fiume Boteti.

## Conservazione
La gran parte del territorio di Sua Pan non è formalmente tutelato da misure di protezione. Solo l'estrema propaggine nord-orientale della salina, nei pressi del delta del fiume Nata, è tutelata all'interno dell'Oasi avifaunistica del fiume Nata, una riserva istituita nel 1993 per iniziativa delle comunità locali, retta da un Consiglio di amministrazione in cui siedono i rappresentanti dei villaggi di Nata, Maposa, Mmanxotae e Sepako.